# ゴラン・ヴチェヴィッチ
ゴラン・ヴチェヴィッチ（Goran Vučević、1971年5月18日 - ）は、クロアチア・スプリト出身の元同国代表サッカー選手。ポジションはMF。

## クラブ経歴

### プロデビュー
1988年にハイドゥク・スプリトでプロデビューを飾ると、早くから期待の若手として国内外から注目を集める。1991-92シーズンにはリーグの最優秀プレイヤーに選出される。

### バルセロナ
1992年夏、ヨハン・クライフ率いるFCバルセロナに移籍した。しかし、トップチームにはルイス・フィーゴやゲオルゲ・ハジ、ミカエル・ラウドルップらがおり、Bチームでのプレーを余儀なくされ、トップチームでの出場は5年間でわずか2試合だった。出場機会を得るため、ハイドゥク・スプリトとCPメリダにレンタル移籍するも、レギュラー獲得には至らなかった。

### 引退まで
その後、バルセロナでのキャリアを諦め、1997年にドイツの1.FCケルン、1999年には再度ハイドゥク・スプリトに移籍するが、目立った活躍無しに2001年に現役を引退した。